# Kim Wilde (álbum)
Kim Wilde, el disco homónimo de Kim Wilde, lanzado tras el enorme éxito del sencillo "Kids in America", fue publicado en julio de 1981. Dio lugar a dos sencillos adicionales, "Chequered Love" y "Water On Glass", que también tuvieron buena acogida. Durante varios años, fue el disco de Kim con mayor éxito comercial.
Los compositores de todas las canciones fueron su padre Marty Wilde y su hermano Ricky Wilde, encargándose éste de producirlas.
La portada del álbum no solo incluía a Kim, sino también a su banda de entonces formada por Calvin Hayes (futuro integrante de Johnny Hates Jazz, James Stevenson (quien formaría parte de Generation X) y Ricky Wilde.
El disco se editó originalmente en formato LP y casete. En 1988 se publicó en formato CD por la discográfica EMI, así como en 1995, en que se incluyó como parte del boxset The Originals.
En 2009 la discográfica Cherry Red remasterizó y reeditó el disco, incluyendo entre los bonus tracks las caras B Shane y Boys y la versión 7' pulgadas de "Water On Glass".

## Lista de canciones
| N.º | Título                     | Duración |  |
| 1.  | «Water on Glass»           | 3:31     |  |
| 2.  | «Our Town»                 | 3:49     |  |
| 3.  | «Everything We Know»       | 3:46     |  |
| 4.  | «Young Heroes»             | 3:13     |  |
| 5.  | «Kids in America»          | 3:27     |  |
| 6.  | «Chequered Love»           | 3:21     |  |
| 7.  | «2-6-5-8-0»                | 3:12     |  |
| 8.  | «You'll Never Be So Wrong» | 4:18     |  |
| 9.  | «Falling Out»              | 4:05     |  |
| 10. | «Tuning in Tuning On»      | 4:27     |  |

### Bonus Tracks (Edición remasterizada de 2009)
| N.º | Título                               | Duración |  |
| 1.  | «Shane» (Cara B de "Chequered Love") | 4:11     |  |
| 2.  | «Boys» (Cara B de "Water On Glass")  | 3:31     |  |
| 3.  | «Water On Glass» (Versión 7")        | 3:32     |  |

- Datos: Q638042